# Campeonato Mundial de Halterofilismo de 2013 - Até 77 kg masculino
A categoria até 77 kg masculino foi um evento do Campeonato Mundial de Halterofilismo de 2013, disputado no Salão do Centenário, em Breslávia, na Polónia, no dia 24 de outubro de 2013. 

## Calendário
Horário local (UTC+2)
| Dia           | Horário | Fase    |
| ------------- | ------- | ------- |
| 24 de outubro | 12:00   | Grupo B |
| 24 de outubro | 19:55   | Grupo A |

## Medalhistas
| Evento    | Ouro             | Ouro   | Prata                | Prata  | Bronze                  | Bronze |
| --------- | ---------------- | ------ | -------------------- | ------ | ----------------------- | ------ |
| Arranque  | Lü Xiaojun (CHN) | 176 kg | Kim Kwang-song (PRK) | 163 kg | Krzysztof Zwarycz (POL) | 161 kg |
| Arremesso | Lü Xiaojun (CHN) | 204 kg | Ulugbek Alimov (UZB) | 197 kg | Kim Kwang-song (PRK)    | 196 kg |
| Total     | Lü Xiaojun (CHN) | 380 kg | Kim Kwang-song (PRK) | 359 kg | Ulugbek Alimov (UZB)    | 355 kg |

## Recordes
Antes desta competição, o recorde mundial da prova era o seguinte:
| Recorde         | Tipo      | Atleta                   | Peso   | Local   | Data                |
| Recorde Mundial | Arranque  | Lü Xiaojun (CHN)         | 175 kg | Londres | 1 de agosto de 2012 |
| Recorde Mundial | Arremesso | Oleg Perepetchenov (RUS) | 210 kg | Trenčín | 27 de abril de 2001 |
| Recorde Mundial | Total     | Lü Xiaojun (CHN)         | 379 kg | Londres | 1 de agosto de 2012 |

Os seguintes novos recordes foram estabelecidos durante esta competição.
| Arranque | 176 kg | Lü Xiaojun (CHN) | Recorde mundial |
| Total    | 380 kg | Lü Xiaojun (CHN) | Recorde mundial |

## Resultado
Os resultados foram os seguintes. 
| Pos.              | Atleta                   | Grupo | Peso  | Arranque (kg) | Arranque (kg) | Arranque (kg) | Arranque (kg)     | Arremesso (kg) | Arremesso (kg) | Arremesso (kg) | Arremesso (kg)    | Total |
| Pos.              | Atleta                   | Grupo | Peso  | 1             | 2             | 3             | Resultado         | 1              | 2              | 3              | Resultado         | Total |
| ----------------- | ------------------------ | ----- | ----- | ------------- | ------------- | ------------- | ----------------- | -------------- | -------------- | -------------- | ----------------- | ----- |
| Medalha de ouro   | Lü Xiaojun (CHN)         | A     | 76.40 | 165           | 170           | 176           | Medalha de ouro   | 196            | 204            | —              | Medalha de ouro   | 380   |
| Medalha de prata  | Kim Kwang-song (PRK)     | A     | 76.32 | 155           | 161           | 163           | Medalha de prata  | 187            | 193            | 196            | Medalha de bronze | 359   |
| Medalha de bronze | Ulugbek Alimov (UZB)     | A     | 76.31 | 155           | 155           | 158           | 4                 | 195            | 197            | 201            | Medalha de prata  | 355   |
| 4                 | Rasoul Taghian (IRI)     | A     | 76.54 | 158           | 158           | 162           | 5                 | 196            | 196            | 196            | 4                 | 354   |
| 5                 | Krzysztof Zwarycz (POL)  | A     | 76.64 | 158           | 161           | 164           | Medalha de bronze | 190            | 195            | 196            | 7                 | 351   |
| 6                 | Erkand Qerimaj (ALB)     | A     | 76.23 | 155           | 159           | 160           | 6                 | 191            | 196            | 196            | 5                 | 346   |
| 7                 | Richard Tkáč (SVK)       | A     | 76.81 | 148           | 153           | 156           | 7                 | 180            | 185            | 190            | 8                 | 338   |
| 8                 | Edinson Angulo (COL)     | A     | 76.15 | 143           | 146           | 146           | 12                | 185            | 190            | 194            | 6                 | 336   |
| 9                 | Gabriel Mena (COL)       | A     | 76.32 | 145           | 150           | 150           | 8                 | 177            | 181            | 183            | 9                 | 333   |
| 10                | Alejandro González (ESP) | B     | 76.57 | 142           | 146           | 147           | 10                | 178            | 183            | 186            | 10                | 330   |
| 11                | Jakob Neufeld (GER)      | B     | 76.96 | 142           | 145           | 147           | 11                | 171            | 175            | 179            | 12                | 322   |
| 12                | Hugo Catalán (ARG)       | B     | 73.73 | 135           | 140           | 143           | 14                | 164            | 167            | 171            | 13                | 311   |
| 13                | Raúl Sánchez (VEN)       | B     | 73.07 | 140           | 145           | 145           | 13                | 170            | 175            | —              | 14                | 310   |
| 14                | James Tatum (USA)        | B     | 76.79 | 138           | 141           | 142           | 15                | 160            | 165            | 166            | 16                | 304   |
| —                 | Demir Demirev (BUL)      | A     | 76.35 | 145           | 150           | 152           | 9                 | 185            | 185            | 185            | —                 | —     |
| —                 | José Ocando (VEN)        | B     | 76.59 | 135           | 135           | 135           | —                 | 175            | 182            | 185            | 11                | —     |
| —                 | Toshiki Yamamoto (JPN)   | B     | 76.90 | 140           | 140           | 140           | —                 | 168            | 173            | 177            | 15                | —     |
| —                 | Dumitru Captari (MDA)    | A     | 76.98 | 145           | 145           | 145           | —                 | 181            | 181            | —              | —                 | —     |
| —                 | Alexandru Roșu (ROU)     | B     | 76.49 | 140           | —             | —             | —                 | —              | —              | —              | —                 | —     |